# Горонтало
Горонтало (инд. Provinsi Gorontalo), једна је од 34 провинције Индонезије. Провинција се налази на острву Сулавеси у источном делу Индонезије. Покрива укупну површину од 11.257 km² и има 1.040.164 становника (2010).
Главни и највећи град је Горонтало.
Већинско становништво су Горонталонези, а већинска религија је ислам (97%). 

## Демографија
| 2000.   | 2010.     |
| ------- | --------- |
| 835.044 | 1.040.164 |

## Галерија
- Пејзаж на Горонталу
- Зграда провинцијеске владе у граду Горонтало